# Sara Dunlap Jackson
Sara Dunlap Jackson (28 de mayo de 1919 - 19 de abril de 1991) fue una archivista estadounidense. Fue una de las primeras empleadas afroamericanas de la Administración Nacional de Archivos y Registros en Washington D. C., donde se especializó en historia militar.

## Biografía

### Primeros años y educación
Jackson nació en Columbia, Carolina del Sur. Fue adoptada y criada por el reverendo CW Dunlap y su esposa, Ella Fair Dunlap, cuando quedó huérfana siendo niña. Asistió a la escuela secundaria Booker T. Washington, en la Universidad de Allen y obtuvo una licenciatura en sociología en la Universidad Johnson C. Smith. Posteriormente, asistió a la escuela de posgrado en Washington D. C., en la Universidad Americana y la Universidad Católica de América.

### Carrera
Después de trabajar como profesora de secundaria durante un corto tiempo, Jackson se mudó a Washington D. C., y comenzó a trabajar con el Departamento de Guerra. Debido a la Segunda Guerra Mundial, Jackson tuvo que abandonar su puesto de docente en las escuelas segregadas del sur. Pero incluso en Washington, los carteles de "solo para personas de color" eran bastante comunes y "la división racial del trabajo que imponía la segregación no prometía mucho para la joven negra de una pequeña universidad para negros". Sin embargo, en 1944 le ofrecieron un puesto en la División de Archivos Militares de la Administración Nacional de Archivos y Registros, donde se convirtió en una experta autodidacta en registros pertenecientes al Departamento de Guerra, el Ejército y la Marina de 00los EE. UU., la Oficina del Ayudante General, el Departamento de Ingenieros, la Oficina de Tropas de Color y la Oficina de Libertos. Fue una de las primeras profesionales afroamericanas contratadas por los Archivos Nacionales en Washington D. C. Aquí, se especializó en temas occidentales, militares, sociales y afroamericanos. Se convirtió en una de las historiadoras y archivistas más eruditas de la vida estadounidense.

En las décadas de 1950 y 1960, muchos estadounidenses se sintieron conmovidos por el movimiento por los derechos civiles y se sintieron inspirados a estudiar la historia estadounidense. Impulsados por la igualdad racial y la injusticia, estos nuevos historiadores recurrieron a Jackson, donde las filas se alineaban a través de los archivos hasta su escritorio. El historiador Ira Berlin atribuye a Jackson el mérito de haber apoyado una transformación en el pensamiento y la escritura histórica de los Estados Unidos.
Una nueva generación de historiadores, entendiendo que la transformación del presente estadounidense requería la transformación del pasado estadounidense, aceptó el desafío de reescribir nuestra historia. Cuando llegaron al Archivo Nacional, Sara Jackson estaba lista... Ella los dirigió, gentilmente a través del poder de la sugestión y, luego, si no entendían el punto, bueno, Sara se salió con la suya. Armados con el conocimiento extraído de los registros, los académicos comenzaron a escribir una nueva historia de los Estados Unidos. No es exagerado decir que la historia se basa, en gran medida, en el trabajo de Sara Jackson, porque Sara Jackson fue una gran maestra.
Más tarde dedicó un volumen de su serie Freedom a Jackson con la inscripción: "A Sara Dunlap Jackson: Archivista extraordinaria".
En 1968 comenzó a trabajar con las cartas de muchos estadounidenses prominentes en la Comisión Nacional de Publicaciones y Registros Históricos, una división de NARA. Se retiró de la agencia en 1990. El 19 de abril de 1991, Jackson murió de cáncer en su casa de Washington D. C. Cuando murió, estaba cumpliendo un mandato en el Consejo de Editores del Western Historical Quarterly.

## Premios y honores
- En 1976, la Universidad de Toledo reconoció a Jackson por su "vida dedicada a la investigación y al desarrollo académico" otorgándole un Doctorado Honoris Causa en Letras Humanitarias.[1]
- Jackson recibió el Premio al Mérito Frank E. Vandiver de la Mesa Redonda de la Guerra Civil de Houston por sus destacadas contribuciones a la investigación sobre la Guerra Civil.[1]